# Parcheggio a pagamento

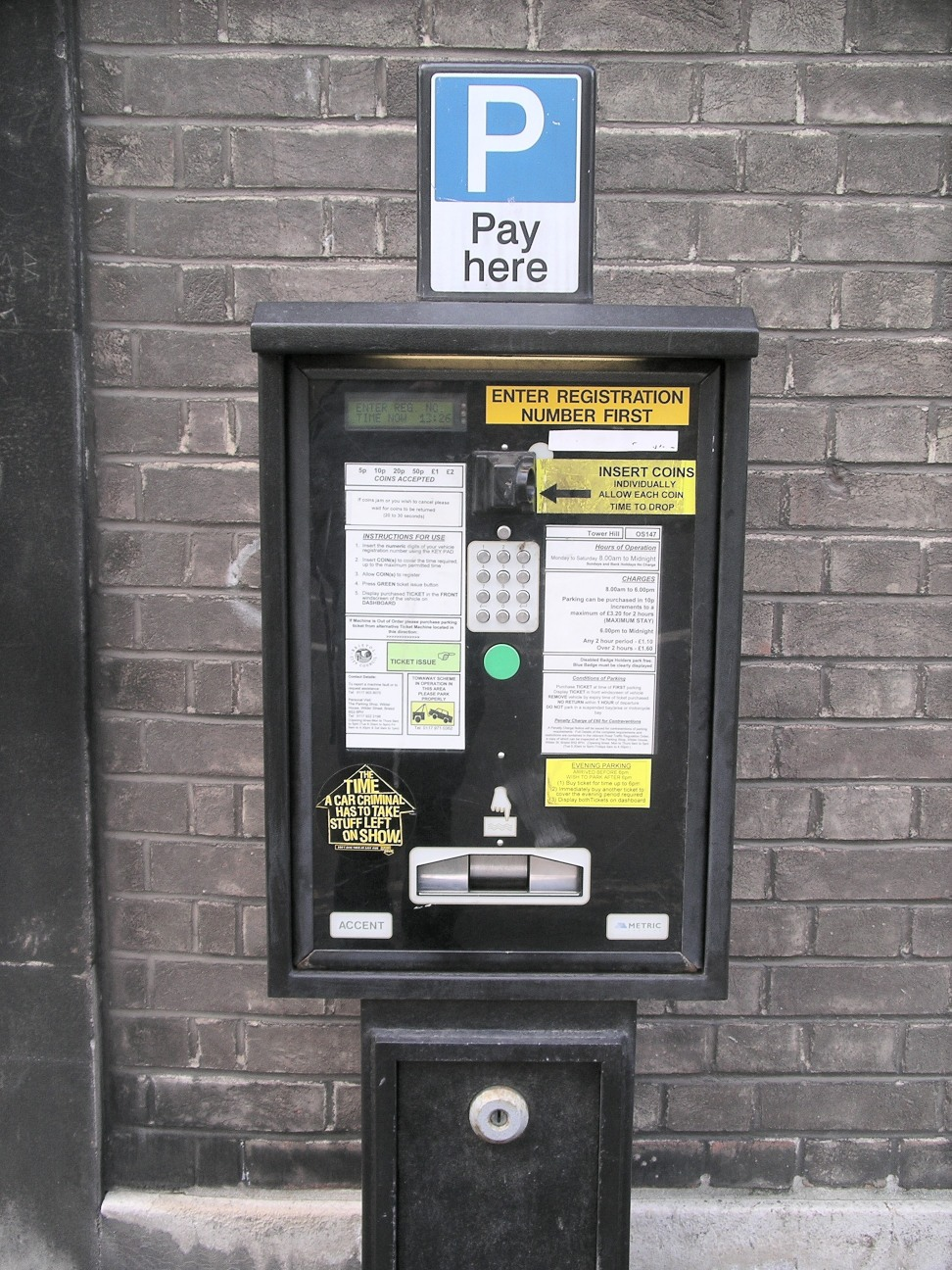
Emettitrice di biglietti di parcheggio, Bristol, centro della città, 18 febbraio 2005

Il parcheggio a pagamento, o sosta tariffata, è un'area dove la sosta veicolare è permessa a seguito del pagamento di una tassa variabile; questi parcheggi sono individuabili tramite la loro diversa colorazione (blu).

## Tipologie
Le più comuni tipologie di parcheggio a pagamento sono:
- Parchimetro, dispositivo posto dinanzi alla piazzola, quindi specifico per ogni parcheggio.
- Paga ed esponi (Parcometro), sistema basato su un apparato di emissione di biglietti da posizionare all'interno del veicolo sul cruscotto, sul parabrezza o sul finestrino del passeggero.Un biglietto del parcheggio a pagamento del GTT.

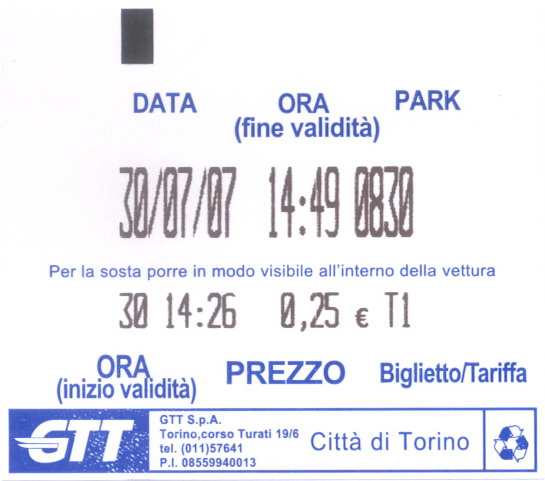
Un biglietto del parcheggio a pagamento del GTT.

  - Biglietto, è generalmente un piccolo rettangolo, circa 5 cm di lunghezza per 3 cm altezza, e di solito presenta delle strisce colorate nella parte superiore, normalmente verdi o marroni. Tra le informazioni incluse vi sono di solito la posizione e l'operatore dell'apparato, l'ora di scadenza, l'importo pagato, l'ora d'inizio.
- Coupon di parcheggio, è una variazione per il pagamento del parcheggio, è simile al sistema di parcheggio a pagamento senza l'uso dell'apparato; l'automobilista deve invece comprare dalle autorità in anticipo il blocchetto di coupon.
- Autoparcometro, dispositivo elettronico portatile delle dimensioni di una carta di credito. Si seleziona la zona tariffaria e si lascia sul cruscotto o appeso al finestrino. È ricaricabile. Può essere utilizzato in più città (dipende dai modelli).
- Dispositivi OBU (come Telepass e UnipolMove), i quali telecomandati via app, permettono di pagare insieme alle ulteriori spese, i parcheggi, senza esibire il biglietto, modificando anche il tempo di sosta in qualsiasi momento.
- Applicazioni, come EasyPark, MyCicero ed altre, le quali in via telematica, permettono di pagare insieme alle ulteriori spese, i parcheggi, senza esibire il biglietto, modificando anche il tempo di sosta in qualsiasi momento.

## Confronto
Il sistema di parcheggio a pagamento Paga ed esponi differisce dal sistema a parchimetro nel fatto che un solo apparato può servire 100 o più veicoli rendendo quindi i costi di gestione molto minori. Inoltre questo sistema evita che l'automobilista si possa avvantaggiare del tempo eventualmente rimasto nel parchimetro - questo fattore da solo ha portato al raddoppio degli introiti nelle città che sono passate al parcheggio con pagamento di questo tipo. Per di più, gli apparati di parcheggio a pagamento possono accettare diversi tagli di denaro ed alcuni anche le carte di credito, evitando che l'automobilista si debba portare dietro un grosso quantitativo di moneta. L'uso della carta di credito ha anche altri vantaggi – l'apparato non deve essere vuotato dalle monete riducendo i costi non essendoci necessità di contare il denaro ed evitando i possibili piccoli furti da parte degli impiegati incaricati dell'operazione.
Il sistema detto a coupon di parcheggio ha costi di gestione minori rispetto ai parchimetri, ma la sua efficacia è determinata esclusivamente dalla capacità di rafforzare il sistema dei controllori della sosta. Il sistema è ampiamente usato a Singapore e parzialmente in alcuni paesi quali Nuova Zelanda, Malaysia, Austria e Israele. In alcuni casi, ad esempio a Torino e a Roma, vengono usati contemporaneamente entrambi i metodi, orientando il secondo verso chi ha bisogno di una forma di abbonamento.
Per utilizzare un buono di parcheggio, l'automobilista deve strappare oppure grattare la patina in corrispondenza dell'indicazione di data e ora alle quali viene lasciato il veicolo. Il buono viene poi esposto sul cruscotto. Più buoni vengono usati se il tempo di parcheggio eccede quello fornito da un solo buono.

## Giurisprudenza
L'articolo 7, comma 8, del Codice della strada italiano che i parcheggi a pagamento di strade pubbliche, devono essere nelle vicinanze o dinanzi a parcheggi non a pagamento. Questo limite non viene applicato solo per le aree definite "Area pedonale", "zona a traffico limitato", "Autostrade" e in altre zone di particolare rilevanza urbanistica, opportunamente individuate e delimitate dalla giunta nelle quali sussistano esigenze e condizioni particolari di traffico.
A seguito di alcune sentenze, il parcheggio non è stato riconosciuto un servizio essenziale e universale per chi guida;  pochi comuni acquistano in proprietà immobili da adibire a parcheggio cittadino gratuito (a pagamento per il tempo necessario a ripagare i costi dell'opera).
Nella direzione opposta, muove la sentenza 116 della Corte di Cassazione che ha respinto il ricorso del comune sardo di Quartu Sant'Elena contro un avvocato, multato per non avere pagato il posteggio a pagamento. L'art. 7, comma 8 del Codice della Strada impone ai comuni di realizzare zone a parcheggio libero nelle vicinanze di quelli a pagamento.
Secondo la Suprema Corte, il cittadino può chiedere al giudice di pace l'annullamento delle multe inflitte, sollevando vizio di legittimità nei confronti delle delibere comunali relative all'istituzione di parcheggi a pagamento, che risultano inadempienti agli obblighi imposti dal codice della strada.
Il Tribunale amministrativo regionale del Lazio, ha definito illegittima l'eventuale deliberazione comunale, senza indicare la specifica ragione per la quale l'area prescelta è stata definita "di particolare rilevanza urbanistica", o quando si limiti a richiamare le risultanze di uno studio non allegato al provvedimento e non affidabile in quanto non redatto da un soggetto terzo ed imparziale, ma da una società interessata alla realizzazione dei parcheggi a pagamento
Il contratto di parcheggio prevede sempre l'onere della custodia a carico del concessionario. Come per il guardaroba, in caso di furto o danni, il giudice può ordinare al proprietario o al gestore dell'area il risarcimento. A nulla rileva l'esposizione di cartelli per i quali l'area è incustodita ovvero di un regolamento del Comune che solleva la società gestitrice dalla responsabilità.
Nel 2016 il ministero dei trasporti ha chiarito i provvedimenti da prendere in caso di sforamento del tempo di sosta pagato, dove la multa resta valida solo in caso siano in vigore dei limiti massimi per il parcheggio (in modo da garantire l'alternanza dei veicoli) o siano in vigore altre regolamentazioni analoghe, in quanto altrimenti si incorre a inadempimento contrattuale,
Nel 2021, il decreto-legge 121/2021, convertito con modificazioni dalla Legge 156/2021 ha disposto che, a partire dal 1º gennaio 2022, i veicoli al servizio di persone invalide che espongano l'apposito contrassegno possano sostare gratuitamente negli spazi a pagamento, purché gli stalli a loro riservati siano già occupati oppure inaccessibili.

### In Gran Bretagna
Il parcheggio a pagamento è usato per i parcheggi stradali, i parcheggi dedicati e i parcheggi multipiano.

### In Francia
Col termine stationnement alterne semi-mensal (parcheggio lato alternato) si indica la possibilità di parcheggiare su un lato della strada durante la prima metà del mese, e sull'altro la seconda. I segnali stradali contrassegnati "1-15" o "16-31" significano che non si può parcheggiare sul lato della strada dove è posto il segnale durante il periodo indicato.
Diversamente dal Codice della Strada italiano esistono indicazioni su lato e orario del parcheggio, validi su tutte le strade salvo diversa segnalazione:
- il parcheggio sul lato sinistro di una strada è consentita solo lungo strade a senso unico;
- il parcheggio è gratuito dalle ore 19:00 alle ore 09:00 nei fine settimana, giorni festivi, e durante tutto il mese di agosto, salvo diversa indicazione.